# Promotheus, commando stellaire
Ne doit pas être confondu avec Prometheus.
Pour plus de détails, voir Fiche technique et Distribution.
Promotheus, commando stellaire (Hunter Prey, littéralement « proie du chasseur ») est un film de science-fiction américain écrit, produit et réalisé par Sandy Collora, sorti en 2009 au American Film Market (AFM) à Santa Monica en Californie.

## Synopsis
Dans le futur, un vaisseau spatial transportant des soldats cydoniens et leur prisonnier humain s'écrase sur une planète hostile et aride. Trois soldats survivent à l'accident ainsi que le prisonnier qui s'échappe. Les soldats sont chargés de le capturer vivant avant d'être récupérés par l'équipe de secours. Les cydoniens forment un peuple belliqueux, qui asservit ou détruit les autres races. Ils ont anéanti l'espèce humaine. Le lieutenant Orin Jericho, leur prisonnier, est le dernier humain vivant. Les cydoniens pensent que Jericho est en mesure d'anéantir leur monde, ils veulent alors l'interroger pour déjouer ses plans.
Les trois soldats utilisent un petit dispositif électronique doté d'une intelligence artificielle nommée Clea. Clea est capable de pister Jericho et de communiquer avec la base des militaires. Jericho arrive à tuer deux soldats et à récupérer Clea, mais il ne dispose pas de des droits d'accès nécessaires pour l'utiliser. Centauri 7, le dernier soldat cydonien continue la traque, et retrouve Clea abandonné par Jericho.
Un chasseur de primes arrive sur la planète et capture Jericho, mais il se fait rattraper par Centauri 7. Un combat s'engage pour récupérer le prisonnier, Jericho en profite pour s'échapper à nouveau. Centauri 7 vient à bout du chasseur de primes, et rattrape rapidement Jericho. Les deux militaires engagent une discussion. Jericho explique qu'un vaisseau contenant suffisamment d'explosif pour détruire la planète d'origine des cydoniens est en route. Centauri 7 convainc Jericho de fournir les coordonnées spatiales du vaisseau, mais Jericho souhaite les communiquer lui-même à la base. Centauri 7 débloque les droits pour que Jericho puisse utiliser Clea. Une fois les coordonnées fournies, Centauri 7 reçoit l'ordre de tuer le prisonnier, mais Jericho se libère et un combat s'engage. Centauri 7 finit ligoté, Jericho enfile l'armure de Centauri 7, s'empare de Clea et part à la rencontre de l'équipe de sauvetage qui vient d'arriver. Il tue l'équipe, et se rend au véritable vaisseau suicide, caché sous une dune. Maintenant qu'il possède Clea, il peut connaitre les coordonnées de la planète d'origine des cydoniens, information qui manquait pour lancer le vaisseau suicide.

## Fiche technique
- Titre original : Hunter Prey
- Titre français : Promotheus ou Promotheus, Commando Stellaire
- Réalisation : Sandy Collora
- Scénario : Sandy Collora et Nick Damon, d'après leur idée originale
- Direction artistique : Sandy Collora
- Décors : Sandy Collora
- Costumes : Michael MacFarlane
- Photographie : Ed Gutentag
- Montage : Toby Divine
- Musique : Christopher Hoag
- Production : Sandy Collora, Daren Hicks et Simon Tams
- Sociétés de production : NBV Productions et Montauk Films
- Sociétés de distribution : Moviehouse Entertainment, Condor Entertainment (France)
- Budget : 425 000 dollars[2]
- Pays d'origine : États-Unis
- Langue : anglais
- Format : couleurs – 2.35 : 1
- Genre : science-fiction
- Durée : 90 minutes
- Dates de sortie :
  -  États-Unis : 27 juillet 2010 (DVD et Blu-Ray)
  -  France : 18 octobre 2011 (DVD et Blu-Ray)

## Distribution
- Clark Bartram (VFB : Jean-Marc Delhausse): le lieutenant Orin Jericho, le prisonnier humain / Croyer, le jeune soldat cydonien
- Damien Poitier : le lieutenant Centauri 7, cydonien
- Isaac C. Singleton Jr. : le commandant Karza, cydonien
- Simon Potter : Logan Fyve, cydonien
- Erin Gray : la voix de Clea
- Sandy Collora : le chasseur de primes, un Slyak

## Production

### Développement
C'est le premier long-métrage du réalisateur américain Sandy Collora, remarqué lors de la Comic-Con 2003 avec un court-métrage intitulé Batman: Dead End qui y avait connu un grand succès. Avant cela, il a participé en tant que créateur d'effets spéciaux à de grosses productions telles que Abyss, Jurassic Park, Predator 2 ou Men in Black.
Pour le réalisateur, le projet et l'originalité ne lui ont présenté aucune difficulté. Seule la difficulté était de savoir ce qu'il voulait faire avec un budget de 425 000 dollars.

### Tournage
Sandy Collora et l'équipe ont tourné avec une Red One Digital Cinema system en dix-sept jours dans le désert de la Basse-Californie au Mexique et trois jours à Los Angeles.
Il est possible qu'à cause du budget très réduit alloué à ce film, une grande partie des armes y apparaissant ont été créées sur base du jouet N-Strike Longshot CS-6 Blaster de la marque Nerf[réf. nécessaire].

## Réception
Après avoir présenté au American Film Market (AFM) à Santa Monica en Californie, ce film a été projeté au troisième Festival du film d'affaire (Southern California Business Film Festival) à l'Université de Californie du Sud en février 2010. Le film est conçu comme un hommage aux films de science-fiction des années 70-80 comme Star Wars et Predator, dont on reconnait l'influence.
Il sort en DVD et Blu-Ray le 27 juillet 2010 aux États-Unis et 18 octobre 2011 en France.
La race extraterrestre des reptiles humanoïdes, appelés Dracs apparaissant dans le film Enemy (Enemy Mine) de Wolfgang Petersen (1985), est mentionnée dans ce Hunter Prey.